# Pancracio Loureiro d’Abbadia
Pancracio Loureiro d’Abbadia (* vor 1900; † nach 1922) war ein brasilianischer Komponist des frühen 20. Jahrhunderts und ist für seine Klavierkompositionen im Brasilien der 1910er und frühen 1920er Jahre bekannt.

## Leben
Pancracio Loureiro d'Abbadia lebte im brasilianischen Bundesstaat Goiás und in São João del-Rei  im Bundesstaat Minas Gerais. 1911 war er Musiker im Polizeibataillon in Goiânia. Der Correio Official aus Goias veröffentlichte am 4. November 1911 ein Urlaubsgesuch zur Rekonvaleszenz außerhalb eines Hospitals über 60 Tage. D’Abbadia komponierte diverse Musikstücke, die in den 1910er Jahren in der in Rio de Janeiro erscheinenden Zeitschrift O Malho veröffentlicht wurden.

## Werke (Auswahl)
D'Abbadia's musikalisches Schaffen umfasst verschiedene Werke für Klavier, die den Stil des frühen 20. Jahrhunderts in Brasilien widerspiegeln und seine Fähigkeit, emotionale und technische Aspekte in seinen Kompositionen für das Klavier zu vereinen, zeigen. Seine Werke sind in Musikbibliotheken und Online-Archiven dokumentiert. Zu seinen bekanntesten Kompositionen gehören:
- Erico Curado. Polka (Digitalisat beim IMSLP)
- Fraternidade. Valsa ao seo amigo João Francisco, 1913 (Digitalisat beim IMSLP)
- Bibi. Valsa ao seo amigo e colega Benedicto Rodrigues de Araujo (Digitalisat beim IMSLP)

Diese Stücke spiegeln den typischen Musikstil der damaligen Zeit wider und zeigen D'Abbadia's Fähigkeit, emotionale und technische Aspekte in seinen Kompositionen für das Klavier zu vereinen.